# Sergio Vargas Buscalia
Sergio Bernabé Vargas Buscalia (Chacabuco, Buenos Aires, 17 de agosto de 1965), conocido como «Superman», es un exfutbolista que jugaba como arquero y entrenador de fútbol argentino nacionalizado chileno. Es considerado como uno de los máximos ídolos en el club Universidad de Chile.
Como futbolista jugó en equipos de Argentina, Ecuador, Chile e Indonesia. Gran parte de su carrera la desarrolló en Universidad de Chile, club en el que estuvo once años y del cual es considerado uno de los máximos ídolos. En tanto, y tras ser elegido en siete ocasiones como el "Mejor Arquero del Fútbol Chileno", Vargas es considerado el «mejor guardameta en la historia» de dicho club y el  «segundo mejor arquero de la historia del fútbol chileno».

## Trayectoria

### Como jugador

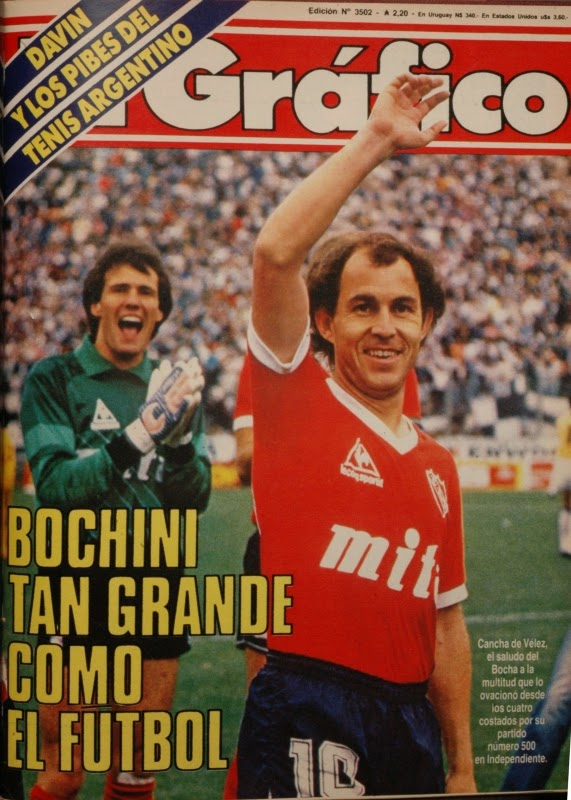
Sergio Vargas y Ricado Bochini por Independiente (1986)

Comenzó en las divisiones inferiores de Independiente de Avellaneda de Argentina a las que llegó a los 13 años de edad, siendo formado por el gran arquero Miguel Ángel Santoro. 
Debutó profesionalmente en 1984 frente a Estudiantes de La Plata. Fue dirigido por el entrenador José Pastoriza, teniendo a compañeros históricos del club como Hugo Villaverde, Enzo Trossero, Claudio Marangoni, Ricardo Giusti, Jorge Burruchaga, Ricardo Bochini, entre otros. 
Formó parte del plantel campeón de la Copa Libertadores de América y la Copa Intercontinental. 
Creció bajo la figura del experimentado arquero uruguayo Carlos Goyén. Más tarde debió competir con arqueros de la jerarquía de Luis Islas campeón de la Copa Mundial de Fútbol de 1986 con la selección de Argentina y Eduardo Pereira campeón de la Copa América 1987 con la selección de Uruguay. 
Beneficiado por una dura lesión del arquero titular Luis Islas, logró ganarse la titularidad y llevar la cinta de capitán, pero al regresar Islas de la lesión lo relegó nuevamente al banco de suplentes. Comenzó siendo el arquero titular en la campaña 1988/1989, pero perdió el puesto a manos de Eduardo Pereira. Independiente fue campeón del torneo de Primera División 1988-89. Esa temporada tuvo la particularidad de que los partidos empatados se definían por penales. Vargas fue uno de los arqueros que más penales contuvo.
A mediados de 1991 fue comprado por Emelec de Ecuador, donde cumplió una aceptable campaña, que le valdría ser contratado por Universidad de Chile, club en el que tuvo su mayor éxito. Fue en esta institución donde se ganó el apodo de "Superman", por sus constantes atajadas en el aire, específicamente en los penales. 
Cuando llegó a Universidad de Chile, el club llevaba una sequía de títulos desde el obtenido en 1969, pero junto a otros jugadores como Rogelio Delgado, Luis Musrri, Patricio Mardones, Esteban Valencia y Marcelo Salas, hicieron que la "U" rompiera esa maldición tras 25 años sin ser campeón, y se quedaron con el torneo de Primera División 1994, primer lugar que además repitió al año siguiente, donde se convierte en el portero de la "U" con la mayor cantidad de minutos sin recibir goles, 626 minutos en el año 1995. 
Vargas le dio seguridad al pórtico desde su llegada, siendo año tras año una de las vallas menos batidas y siendo elegido el mejor arquero del campeonato. 
En 1996 fue elegido el décimo mejor arquero del mundo por la IFFHS. Después, logró una serie de títulos con el cuadro azul, estos fueron la Copa Chile 1998, el torneo de Primera División 1999 y el doblete al año siguiente con la Copa Chile 2000 y el Campeonato Nacional de Primera División 2000, además de ser elegido el mejor jugador del fútbol chileno el año 2000, por la Revista Triunfo. 
Demostró su amor por la camiseta azul y su profesionalismo en muchas ocasiones. Una de ellas fue el 22 de noviembre de 1999 enfrentando a Huachipato en el Estadio Nacional. Después de salir a cortar un centro, sufre un golpe en su dedo anular de la mano izquierda, lo cual le significa una fractura, la que lo obliga a salir de la cancha en ese partido. «Vendámelo bien y después vemos» son las palabras que se recuerdan de ese momento, pero a pesar de sus peticiones, sale entre lágrimas y una ovación que la hinchada Los de Abajo le dedican.
El 18 de febrero de 2001 por la Copa Ciudad Viña del Mar anotó un gol de cabeza en el último minuto del partido en la igualdad de U de Chile 2:2 frente a Santiago Wanderers. 
El 2001 es elegido por el Círculo de Periodistas Deportivos de Chile como el segundo mejor arquero de la historia del fútbol chileno.
En abril del año 2001 se nacionaliza Chile, lo que le permite ser llamado a la selección chilena dirigida por Pedro García, donde participa en 7 partidos.  
El año 2002, el presidente de Universidad de Chile, el doctor René Orozco, no le renovó contrato. Su salida de Universidad de Chile significó el cierre de una época histórica para el club, pues Vargas fue su arquero titular durante una década completa, siendo además uno de los principales referentes. 
En febrero de 2003, luego de frustrarse su fichaje por Necaxa, Union San Felipe, Everton y Universidad de Concepción, firmó por Unión Española, donde jugó una temporada. para el año siguiente jugar en el PSM Makassar de Indonesia, donde se retira del fútbol profesional.

### Como entrenador
Durante el año 2010 se hace cargo de la dirección técnica del club Sportverein Jugendland Fussball de Peñaflor, en aquel momento de la Tercera División B, al mismo tiempo que participó como comentarista en el programa En el nombre del fútbol, del Canal del Fútbol, dejando la banca hasta un poco antes de terminar el torneo oficial.
El año 2011 asume en el banco de Deportes Temuco, club de la Tercera División A con serias aspiraciones de ascender al profesionalismo. Sin embargo, dejó el cargo tras no clasificar a la Segunda Fase, teniendo que jugar Temuco la Liguilla del Descenso, siendo reemplazado por Eduardo Cortázar. Luego trabajó esporádicamente en el canal televisivo Fox Sports Chile, hasta el momento en que fue contratado como entrenador de Curicó Unido. Debido a su irregular campaña en la Primera B, Vargas dejó el puesto en mayo de 2014.
En 2015 fue presentado como nuevo DT de Trasandino de Los Andes de la Segunda División Profesional. Cumplió una buena campaña con el "El Cóndor" en el torneo de Segunda Profesional 2015-16, clasificando a la Liguilla de 6 equipos por el Ascenso, pero quedando último en esta (sexto), y lejos del primer lugar que otorgó el único ascenso a la Primera B. Para el torneo siguiente fue reemplazado por Ricardo González.

## Actualidad
Entre 2006 y 2007 fue Gerente Deportivo de Universidad de Chile. Renunció a su puesto en marzo de 2007, luego de asumir la responsabilidad del fracaso universitario, que marchaba en la 19° posición del torneo, además de ser responsable del fichaje del entrenador Salvador Capitano.
Desde junio de 2017 hasta abril de 2019 fue panelista del programa Los Tenores de ADN Radio Chile.
En 2019, dejó de trabajar en los medios de comunicación, para asumir el cargo de director deportivo de la Universidad de Chile, junto a Rodrigo Goldberg, cargo que dejó en 2021.
En febrero de 2023 fue anunciado como nuevo gerente deportivo de Barnechea de la Primera B chilena.

## Selección nacional
Fue convocado a la Selección sub-17 a 19 o 20 de Argentina, pero después de recibir la nacionalidad chilena jugó en la Selección de fútbol de Chile en las Eliminatorias para la Copa Mundial de Japón-Corea 2002. En estas Eliminatorias, Vargas debutó el 24 de abril de 2001 ante Uruguay, cayendo como locales por 0-1 con autogol de Ítalo Díaz.
Vargas destacó en el partido siguiente, jugando de visitante en Asunción, frente a Paraguay, donde le atajó un penal a José Luis Chilavert, en un duelo que acabó en derrota chilena por 1-0, y dejó a la Roja eliminada y sin posibilidades de ir al Mundial. Según una entrevista que Vargas realizó, da a entender que estaba preparado para ese momento. Había visto muchos videos de la forma en como el arquero paraguayo pateaba penales, y al atajarlo tuvo la reacción de gritarle en la cara debido a que Chilavert acostumbraba a hacer lo mismo en contra de los porteros a los que les marcaba. Vargas con esto tuvo una especie de venganza por eso, y porque ya tenían una rivalidad desde un enfrentamiento entre U de Chile y Vélez Sarsfield.
En la Copa América 2001, Sergio Vargas, jugó los 4 partidos ante Ecuador, Venezuela, Colombia por la fase de grupos y por los cuartos de final, donde fueron derrotados y eliminados por México.
"Superman" también fue titular y figura en el último partido de Iván Zamorano por la selección chilena, el 1 de septiembre de 2001, contra el entonces campeón mundial Francia, que resultó con resultado favorable a Chile por 2-1.
El 14 de noviembre de 2001 debutó como capitán de Chile, en el que sería su último partido por la selección (empate 0-0 ante Ecuador).

### Participaciones en Copa América
| Copa              | Sede     | Resultado        | PJ | Goles Recib. |
| ----------------- | -------- | ---------------- | -- | ------------ |
| Copa América 2001 | Colombia | Cuartos de final | 4  | -5           |

### Participaciones en Clasificatorias a Copas del Mundo
| Eliminatorias                    | Resultado | Posición | PJ |
| -------------------------------- | --------- | -------- | -- |
| Eliminatorias Corea y Japón 2002 | Eliminado | 10.º     | 5  |

### Partidos internacionales
| 1     | 24 de abril de 2001     | Estadio Nacional, Santiago, Chile                              | Chile      | 0-1 | Uruguay   |   |  | Pedro García | Clasificatorias Corea-Japón 2002 |
| 2     | 2 de junio de 2001      | Estadio Defensores del Chaco, Asunción, Paraguay               | Paraguay   | 1-0 | Chile     |   |  | Pedro García | Clasificatorias Corea-Japón 2002 |
| 3     | 11 de julio de 2001     | Estadio Metropolitano Roberto Meléndez, Barranquilla, Colombia | Chile      | 4-1 | Ecuador   |   |  | Pedro García | Copa América 2001                |
| 4     | 14 de julio de 2001     | Estadio Metropolitano Roberto Meléndez, Barranquilla, Colombia | Chile      | 1-0 | Venezuela |   |  | Pedro García | Copa América 2001                |
| 5     | 17 de julio de 2001     | Estadio Metropolitano Roberto Meléndez, Barranquilla, Colombia | Colombia   | 2-0 | Chile     |   |  | Pedro García | Copa América 2001                |
| 6     | 22 de julio de 2001     | Estadio Hernán Ramírez Villegas, Pereira, Colombia             | Chile      | 0-2 | México    |   |  | Pedro García | Copa América 2001                |
| 7     | 14 de agosto de 2001    | Estadio Nacional, Santiago, Chile                              | Chile      | 2-2 | Bolivia   |   |  | Pedro García | Clasificatorias Corea-Japón 2002 |
| 8     | 1 de septiembre de 2001 | Estadio Nacional, Santiago, Chile                              | Chile      | 2-1 | Francia   |   |  | Pedro García | Amistoso                         |
| 9     | 7 de noviembre de 2001  | Estadio Metropolitano Roberto Meléndez, Barranquilla, Colombia | Colombia   | 3-1 | Chile     |   |  | Jorge Garcés | Clasificatorias Corea-Japón 2002 |
| 10    | 14 de noviembre de 2001 | Estadio Nacional, Santiago, Chile                              | Chile      | 0-0 | Ecuador   |   |  | Jorge Garcés | Clasificatorias Corea-Japón 2002 |
| Total | Total                   | Total                                                          | Presencias | 10  | Goles     | 0 |  |              |                                  |

| Selección chilena | Selección chilena | Selección chilena |
| Año               | Partidos          | Goles             |
| ----------------- | ----------------- | ----------------- |
| 2001              | 10                | 0                 |
| Total             | 10                | 0                 |

## Estadísticas

### Como futbolista
Actualizado a fin de carrera deportiva.
| Independiente Argentina |               |               |     |    |    |    |    |     |     |   |
| 1.ª | 1984          | 1             | -   | -  | -  | 0  | -  | 1   | -   |   |
| 1.ª | 1985/86       | 9             | -   | -  | -  | 0  | -  | 9   | -   |   |
| 1.ª | 1986/87       | 21            | -   | -  | -  | 0  | -  | 21  | -   |   |
| 1.ª | 1987/88       | 10            | -   | -  | -  | 0  | -  | 10  | -   |   |
| 1.ª | 1988/89       | 22            | -   | -  | -  | 0  | -  | 22  | -   |   |
| 1.ª | 1989/90       | 21            | -   | -  | -  | 0  | -  | 21  | -   |   |
| 1.ª | 1990/91       | 17            | -   | -  | -  | 5  | -  | 22  | -   |   |
| Total club | Total club    | 101           | -   | -  | -  | 5  | -  | 106 | -   |   |
| Emelec · Ecuador |               |               |     |    |    |    |    |     |     |   |
| 1.ª | 1991          | 14            | -   | -  | -  | -  | -  | 14  | -   |   |
| Total club | Total club    | 14            | -   | -  | -  | -  | -  | 14  | -   |   |
| Universidad de Chile · Chile |               |               |     |    |    |    |    |     |     |   |
| 1.ª | 1992          | 34            | -   | 15 | -  | -  | -  | 49  | -   |   |
| 1.ª | 1993          | 34            | -   | 18 | -  | -  | -  | 52  | -   |   |
| 1.ª | 1994          | 28            | -   | 14 | -  | 4  | -  | 46  | -   |   |
| 1.ª | 1995          | 27            | -   | 4  | -  | 7  | -  | 38  | -   |   |
| 1.ª | 1996          | 25            | -   | 9  | -  | 11 | -  | 48  | -   |   |
| 1.ª | 1997          | 22            | -   | -  | -  | -  | -  | 22  | -   |   |
| 1.ª | 1998          | 15            | -   | 10 | -  | 5  | -  | 30  | -   |   |
| 1.ª | 1999          | 39            | -   | -  | -  | 6  | -  | 45  | -   |   |
| 1.ª | 2000          | 28            | -   | 7  | -  | 11 | -  | 46  | -   |   |
| 1.ª | 2001          | 23            | -   | -  | -  | 7  | -  | 30  | -   |   |
| 1.ª | 2002          | 25            | -   | -  | -  | -  | -  | 25  | -   |   |
| Total club | Total club    | 300           | -   | 77 | -  | 51 | -  | 428 | -   |   |
| Unión Española · Chile |               |               |     |    |    |    |    |     |     |   |
| 1.ª | 2003          | 27            | -   | -  | -  | -  | -  | 27  | -   |   |
| Total club | Total club    | 27            | -   | -  | -  | -  | -  | 27  | -   |   |
| PSM Makassar Indonesia |               |               |     |    |    |    |    |     |     |   |
| 1.ª | 2004          | 16            | -   | -  | -  | 6  | -  | 22  | -   |   |
| Total club | Total club    | 16            | -   | -  | -  | 6  | -  | 22  | -   |   |
| Total carrera | Total carrera | Total carrera | 458 | -  | 77 | -  | 62 | -   | 597 | - |
| (1) Incluye datos de las instancias definitorias contempladas en las bases de cada competición (Liguilla Pre-Libertadores, Pre-Conmebol, Pre-Sudamericana). (2) Incluye datos de la Copa Chile (1992-2000) . (3) Incluye datos de la Copa Libertadores de América, Supercopa Sudamericana, Copa Conmebol, Copa Mercosur y Liga de Campeones de la AFC (1990-2004) . |               |               |     |    |    |    |    |     |     |   |

### Penales atajados
| 1  | 18 de septiembre de 1988 | Deportivo Español - Independiente           | 2-2 11-12 p | José Luis Rodríguez | Estadio España, Buenos Aires                 | Primera División Argentina 1988/89        |
| 2  | 18 de septiembre de 1988 | Deportivo Español - Independiente           | 2-2 11-12 p | Juan Carlos Segovia | Estadio España, Buenos Aires                 | Primera División Argentina 1988/89        |
| 3  | 18 de septiembre de 1988 | Deportivo Español - Independiente           | 2-2 11-12 p | José Luis Rodríguez | Estadio España, Buenos Aires                 | Primera División Argentina 1988/89        |
| 4  | 25 de septiembre de 1988 | Independiente - Argentinos Juniors          | 1-1 5-6 p   | Silvio Rudman       | Estadio de la Doble Visera, Buenos Aires     | Primera División Argentina 1988/89        |
| 5  | 3 de noviembre de 1988   | Independiente - San Martín de Tucumán       | 0-0 3-2 p   | Walter Villafañe    | Estadio de la Doble Visera, Buenos Aires     | Primera División Argentina 1988/89        |
| 6  | 3 de noviembre de 1988   | Independiente - San Martín de Tucumán       | 0-0 3-2 p   | Juan Carlos Daza    | Estadio de la Doble Visera, Buenos Aires     | Primera División Argentina 1988/89        |
| 7  | 3 de noviembre de 1988   | Independiente - San Martín de Tucumán       | 0-0 3-2 p   | Pedro Robles        | Estadio de la Doble Visera, Buenos Aires     | Primera División Argentina 1988/89        |
| 8  | 23 de noviembre de 1988  | San Lorenzo - Independiente                 | 2-2 6-5 p   | Sergio Raúl Marchi  | Parque Patricios, Buenos Aires               | Primera División Argentina 1988/89        |
| 9  | 30 de noviembre de 1988  | Independiente - Instituto de Córdoba        | 1-1 4-3 p   | Enrique Nieto       | Estadio de la Doble Visera, Buenos Aires     | Primera División Argentina 1988/89        |
| 10 | 30 de noviembre de 1988  | Independiente - Instituto de Córdoba        | 1-1 4-3 p   | Renato Corsi        | Estadio de la Doble Visera, Buenos Aires     | Primera División Argentina 1988/89        |
| 11 | 8 de enero de 1989       | Vélez Sarsfield - Independiente             | 0-0 3-4 p   | Mario Lucca         | Estadio José Amalfitani, Buenos Aires        | Primera División Argentina 1988/89        |
| 12 | 29 de marzo de 1992      | Palestino - Universidad de Chile            | 2 -2        | Cristian Jelvez     | Estadio Nacional, Santiago                   | Copa Chile 1992                           |
| 13 | 5 de julio de 1992       | Deportes Temuco - Universidad de Chile      | 2 -1        | Gustavo Poirrier    | Estadio Germán Becker, Temuco                | Primera División de Chile 1992            |
| 14 | 12 de julio de 1992      | Universidad de Chile - Colo-Colo            | 2-0         | Claudio Borghi      | Estadio Nacional, Santiago                   | Primera División de Chile 1992            |
| 15 | 9 de agosto de 1992      | Deportes Concepción - Universidad de Chile  | 2-2         | Juan Carlos Barraza | Estadio Collao, Concepción                   | Primera División de Chile 1992            |
| 16 | 27 de septiembre de 1992 | Cobresal - Universidad de Chile             | 0-1         | Nelson Lizana       | Estadio El Cobre, El Salvador                | Primera División de Chile 1992            |
| 17 | 4 de septiembre de 1993  | Universidad de Chile - Deportes Iquique     | 4-0         | Víctor Hugo Amatti  | Estadio Nacional, Santiago                   | Primera División de Chile 1993            |
| 18 | 18 de septiembre de 1993 | Universidad de Chile - O'Higgins            | 0-0         | Rubén Espinoza      | Estadio Nacional, Santiago                   | Primera División de Chile 1993            |
| 19 | 23 de enero de 1994      | Universidad de Chile-Cobreloa               | 2-1         | Pedro González      | Estadio Nacional, Santiago                   | Liguilla Pre-Libertadores 1993            |
| 20 | 25 de febrero de 1995    | Universidad de Chile - Unión Española       | 1-0         | Carlos Morales      | Estadio Nacional, Santiago                   | Copa Chile 1995                           |
| 21 | 9 de mayo de 1996        | Defensor Sporting - Universidad de Chile    | 2-1 6-7 p   | Pablo Hernández     | Estadio Parque Central, Montevideo           | Copa Libertadores 1996                    |
| 22 | 9 de mayo de 1996        | Defensor Sporting - Universidad de Chile    | 2-1 6-7 p   | Raúl Dos Santos     | Estadio Parque Central, Montevideo           | Copa Libertadores 1996                    |
| 23 | 20 de julio de 1996      | Deportes Antofagasta - Universidad de Chile | 2-2         | Ramón Víctor Castro | Estadio Regional, Antofagasta                | Primera División de Chile 1996            |
| 24 | 20 de abril de 1997      | Universidad de Chile - Colo-Colo            | 1-1         | Ivo Basay           | Estadio Nacional, Santiago                   | Apertura 1997                             |
| 25 | 5 de agosto de 1998      | Coquimbo Unido - Universidad de Chile       | 0-1         | Héctor Cabello      | Estadio Francisco Sánchez Rumoroso, Coquimbo | Primera División de Chile 1998            |
| 26 | 2 de junio de 2001       | Paraguay - Chile                            | 1-0         | José Luis Chilavert | Estadio Defensores del Chaco, Asunción       | Clasificatorias para la Copa Mundial 2002 |

### Como entrenador
| Club                            | País  | Año       |
| ------------------------------- | ----- | --------- |
| Sportverein Jugendland Fussball | Chile | 2010      |
| Deportes Temuco                 | Chile | 2011      |
| Curicó Unido                    | Chile | 2014      |
| Trasandino de Los Andes         | Chile | 2015-2016 |

## Palmarés

### Como futbolista

#### Campeonatos nacionales
| Título           | Equipo               | País      | Año     |
| ---------------- | -------------------- | --------- | ------- |
| Primera División | Independiente        | Argentina | 1988-89 |
| Primera División | Universidad de Chile | Chile     | 1994    |
| Primera División | Universidad de Chile | Chile     | 1995    |
| Copa Chile       | Universidad de Chile | Chile     | 1998    |
| Primera División | Universidad de Chile | Chile     | 1999    |
| Copa Chile       | Universidad de Chile | Chile     | 2000    |
| Primera División | Universidad de Chile | Chile     | 2000    |

#### Campeonatos internacionales
| Título                | Equipo        | País      | Año  |
| --------------------- | ------------- | --------- | ---- |
| Copa Libertadores     | Independiente | Argentina | 1984 |
| Copa Intercontinental | Independiente | Argentina | 1984 |

Otros logros
| |
| - Semifinalista de Copa Libertadores 1985 con Independiente - Semifinalista de Copa Libertadores 1987 con Independiente - Subcampeón de Supercopa Sudamericana 1989 con Independiente - Subcampeón de Primera División de Argentina 1989-90 con Independiente - Semifinalista de Copa Conmebol 1994 con Universidad de Chile - Semifinalista de Copa Libertadores 1996 con Universidad de Chile - Subcampeón de Primera División de Chile 1998 con Universidad de Chile - Subcampeón de Primera División de Indonesia 2004 con PSM Makassar |

#### Distinciones individuales
| Distinción                                                                                               | Año     |
| --- | ------- |
| Mejor Arquero del Fútbol Argentino                                                                       | 1988/89 |
| 2.⁰ Mejor Arquero del Fútbol Argentino                                                                   | 1989/90 |
| Mejor Arquero del Fútbol Chileno                                                                         | 1992    |
| Mejor Arquero del Fútbol Chileno                                                                         | 1993    |
| Mejor Arquero del Fútbol Chileno                                                                         | 1994    |
| Mejor Arquero del Fútbol Chileno                                                                         | 1995    |
| Mejor Arquero del Fútbol Chileno                                                                         | 1996    |
| 10.⁰ Mejor Arquero del Mundo IFFHS                                                                       | 1996    |
| Mejor Arquero del Fútbol Chileno                                                                         | 1999    |
| Mejor Arquero del Fútbol Chileno                                                                         | 2000    |
| Mejor futbolista de Chile                                                                                | 2000    |
| 2.⁰ Mejor Arquero en la Historia del Fútbol Chileno por Círculo de Periodistas Deportivos de Chile       | 2001    |
| Considerado dentro de los mayores ídolos de Universidad de Chile                                         | 2003    |
| Incluido en el Equipo Ideal de la Historia de Universidad de Chile en votación de hinchas por La Tercera | 2013    |
| Incluido dentro de las 50 mejores figuras históricas de Universidad de Chile                             | 2016    |
| Incluido dentro de los 10 jugadores que han marcado la historia de Universidad de Chile                  | 2016    |
| Incluido dentro de los mayores referentes históricos de Universidad de Chile                             | 2017    |
| Incluido en el Equipo Ideal de todos los tiempos de Universidad de Chile por El Mercurio                 | 2018    |